# 本間吏成
本間 吏成（ほんま りせい、1996年5月5日 - ）は、北海道放送（HBC）のアナウンサー。
野球実況も担当する。

## 人物
北海道稚内市出身。稚内南小学校、稚内南中学校、稚内高校普通科、関西学院大学卒業。
特技は関西弁。弱点は友達がいない、休日にやることがない、声が暗い。
高校まで10年間野球に打ち込み、部活動を引退後、「野球にも携われる」とアナウンサーを目指す。
2020年4月に北海道放送に入社。新人研修の一環で報道部に、9月より正式にアナウンス部に配属。同期のアナウンサーは大竹彩加。
2021年3月30日、HBCラジオ「Fledge!!（フレッジ）」の初回放送を同期の大竹彩加とともに担当。
大竹彩加が勝手に決めた、番組冒頭のフレーズは「ほんまに、ほんまに、ほんまやで～」（ - 2021年6月末）→「いでよ!カフの奥にいる中の人!」（2021年7月 - ）

## 現在の担当番組

### テレビ
- 今日ドキッ!（リポーター）
- HBCニュース（不定期）
- Bravo!ファイターズ（野球中継 ベンチリポーター）
- キタに恋した!（進行）

### ラジオ
- HBCファイターズナイター（実況・ベンチリポーター）

## 過去の担当番組

### ラジオ
- Fledge!!（毎週火曜、木曜担当）
- ウチらの時代